# John Hore (cầu thủ bóng đá, sinh năm 1982)
John Stephen Hore (sinh ngày 18 tháng 8 năm 1982) là một cầu thủ bóng đá người Anh thi đấu ở Football League cho Carlisle United.